# Santa Ana la Real
Santa Ana la Real is een gemeente in de Spaanse provincie Huelva in de regio Andalusië met een oppervlakte van 27,00 km². Santa Ana la Real telt 498 inwoners (1 januari 2016).

## Demografische ontwikkeling
Bron: INE, 1857-2011: volkstellingen